# Apache Incubator
Apache Incubator（阿帕奇孵化器）是旨在成为完全成熟的Apache软件基金会项目的开源项目的通道。
Incubator项目成立于2002年10月，为那些意图成为Apache基金会努力的一部分的项目和代码库，提供一个进入到Apache软件基金会的路径。那些从外部组织捐赠的所有代码，以及意图移动到Apache的现有外部项目，都必须进入Incubator。
Apache Incubator项目一方面充当一个临时容器项目，直到孵化项目被接受并成为Apache软件基金会的一个顶级项目，或变成适当项目的子项目（如Jakarta和Apache XML）。另一方面，孵化器项目生成文档，介绍基金会是如何工作的，以及如何在Apache的架构内把事情做完。这意味着记录Apache软件基金会及其成员项目的过程、 角色、和策略。